# Sparrow Records
Sparrow Records — популярный христианский звукозаписывающий лейбл. Был основан Билли Реем (англ. Billy Ray) в 1976 году. В 1992 году куплен EMI, и сейчас является частью EMI Christian Music Group (EMI CMG).

## Музыкальный стиль
Исполнителям Sparrow Records не так легко вклинится в конкретный стиль музыки. Диапазон из звучания простирается от современной христианской музыки, поклонения и прославления, до современной рок и поп-музыки.

## Список исполнителей
- Above the Golden State
- Amy Grant
- Avalon
- Bethany Dillon
- Britt Nicole
- Cece Winans
- Charlie Hall
- Chris Tomlin
- Christy Nockels
- Danyew
- David Crowder Band
- Delirious?
- Josh Wilson
- Kristian Stanfill
- Mandisa
- Matt Redman
- Matthew West
- Nichole Nordeman
- Robbie Seay Band
- Sanctus Real
- Sarah Reeves
- Shawn McDonald
- Starfield
- Steve Green
- Steven Curtis Chapman
- Switchfoot (distribution only)
- Tim Hughes
- ZOEgirl